# Agneta Stark
Karin Agneta Stark (1967–75 Frösslund), född 9 februari 1946 i Solna, är en svensk företagsekonom, författare och samhällsdebattör som mellan 2004 och 2010 var rektor vid Högskolan Dalarna. Stark var 2012–2013 ordförande i International Association for Feminist Economics.
Stark blev juris kandidat vid Stockholms universitet 1973, och samma år civilekonom vid Handelshögskolan i Stockholm. Hon disputerade som första kvinna i företagsekonomi vid Stockholms universitet 1978. Stark är docent i företagsekonomi och har som gästprofessor lett avdelningen Tema Genus vid Linköpings universitet. Hennes vetenskapliga gärning rör sig främst inom redovisningsteori och ekonomisk genusforskning. Stark var en av tre talespersoner för nätverket Stödstrumporna inför riksdagsvalet 1994. Samma år var Stark även en av frontfigurerna för Nej-sidan inför folkomröstningen om EU-medlemskap.
Några av de utmärkelser som hon tilldelats är Fredrika Bremer-förbundets BRA-pris 1991, Jämställdhetsarbetares förenings Doris-stipendium 1992, Föreningsbankens "Årets ekonomikvinna" 1993, Verdandi-ljuset 1993, SKTF:s pris för visat civilkurage 1994 och Statstjänstemannaförbundets Arbetslivspris 1994.
År 2004 utnämndes hon till hedersdoktor vid Karlstads universitet.
Stark var gift med författaren Sven Lindqvist från 1986 till hans bortgång.